# Noda (Iwate)
Noda (野田村?) è un villaggio giapponese della prefettura di Iwate.